# 洪文璞事件
洪文璞事件是指發生在2008年9月8日，中華民國陸軍特戰指揮部義務役下士洪文璞，服役期間遭不當體罰凌虐，憤而自盡的案件，為臺灣知名的軍中人權事件。而後監察院糾正陸軍司令部等。

## 事件經過
洪文璞自國立臺灣大學物理學系碩士班畢業後，在陸軍特種作戰指揮部擔任預算財務士。洪身高177公分、體重88公斤，BMI達28（輕度肥胖）且有氣喘，陸軍特種作戰指揮部將洪列入體位「類高危險群人員名冊」，要求連隊幹部不得強迫他與其他人一同進行高強度訓練。
但2008年8月15日，洪的上士副排長郝錚在裝備檢查時以成績不合格、速度太慢等理由，反覆操練洪與同小組的三名士兵。郝錚要求，士兵背負十二點八公斤的裝備，於中山室以高跪姿接受裝檢，如有一人不合格或速度太慢，同小組須跑回寢室卸下裝備、徒手返回中山室後再到寢室重新著裝回中山室受檢，每趟折返全程要跑兩百二十三點六公尺；洪因此遭到嚴厲操練，反覆奔跑兩小時，直到換氣過度攤坐在地才送醫。
2008年9月8日，洪被發現從營區大樓墜地死亡。

## 判決結果
高院認為，洪擔心連累他人，根本不敢抱怨太累請求休息，而郝錚要士兵不斷折返跑步和「裝備檢查」根本無關，郝錚殘酷虐待洪男，觸犯《陸海空軍刑法》上官藉勢凌虐軍人罪，判決駁回郝錚上訴，判刑1年，全案定讞。

## 監察院糾正陸軍
2013年6月20日，監察院監察委員美真調查指出，洪文璞當年被特指部列入體位「類高危險群人員名冊」，但在基地訓練期間，洪被施予嚴苛的不當訓練，還動輒遭連上長官謾罵：「你是小學生嗎？你是白痴啊！還研究所咧！」、「他媽的，你是要教幾次才聽的懂啊！」或者說：「你學歷那麼高，怎麼簡單的事你都不會做！」且洪先因加班至深夜，後應付凌晨五點出操，缺乏休息致使訓練過程出錯，個人步伐不一又遭施集體處分，被同儕指責；最終洪內心潰堤，興起厭世念頭，趁隙爬上教學大樓頂樓跳樓自盡。沈美真感嘆：洪文璞曾是台大FunLearn網站貢獻者，「這樣就毀掉一個優秀青年，真的很可惜」。